# Centrale aérodynamique

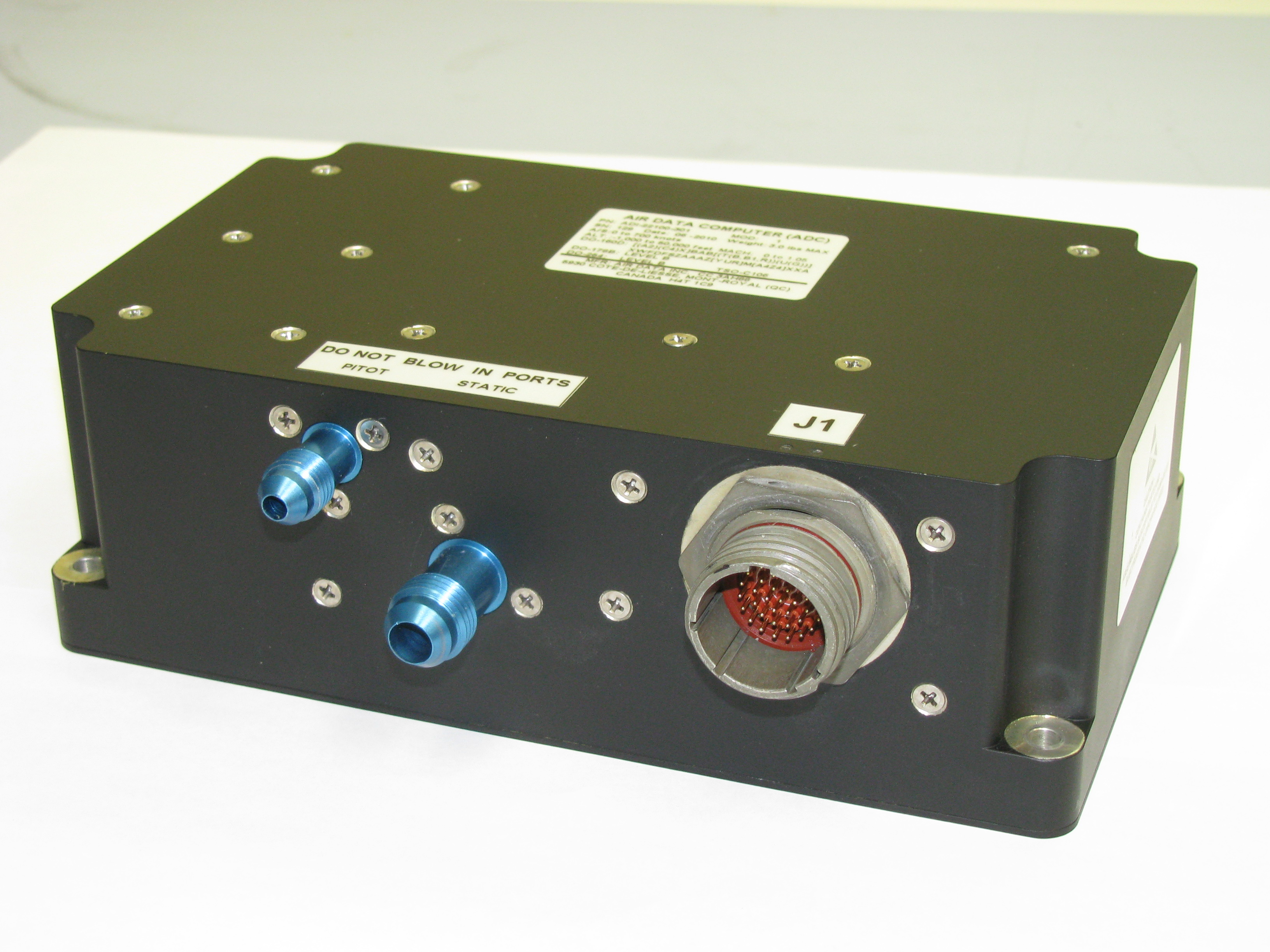
Centrale aérodynamique.

Une centrale aérodynamique (nommé en anglais air data computer, ADC, ou central air data computer, CADC) calcule l'altitude, la vitesse verticale, la vitesse de l'air et le nombre de Mach à partir des entrées de pression et de température. C'est un composant avionique essentiel que l'on trouve dans les avions modernes.
Cet ordinateur, plutôt que des instruments individuels, peut déterminer la vitesse calibrée, le nombre de Mach, l'altitude et les données de tendance d'altitude à partir du système anémobarométrique d'un avion.